# Mački (Słowenia)
Mački – wieś w Słowenii, w gminie Velike Lašče. W 2018 roku liczyła 24 mieszkańców.